# Karl-Heinz Rädler
Karl-Heinz Rädler, né le 14 mai 1935 et mort le 9 février 2020, est un astrophysicien allemand qui a travaillé à l'Institut Leibniz d'astrophysique de Potsdam et sur les champs magnétiques cosmiques.

## Vie privée
Rädler est né le 14 mai 1935 à Riesa. Il était le plus jeune des deux enfants d'un commis. Il est décédé le 9 février 2020 à l'âge de 84 ans.

## Recherche
Ses recherches se sont concentrées sur les champs magnétiques cosmiques. Dans les années 1970, il a expliqué comment ils étaient créés dans les étoiles et les planètes en utilisant le modèle de la dynamo. Il a travaillé sur la théorie derrière les expériences avec le sodium liquide, qui a fourni des arguments en faveur de la dynamo cosmique.

## Carrière
Il a été le directeur fondateur de l'Institut Leibniz d'astrophysique de Potsdam, en a été le président scientifique de 1992 à 1998 et a dirigé son groupe Champs magnétiques cosmiques de 1992 à 2000. Il a été professeur à l'Université de Potsdam de 1994 à 2000. Il faisait partie du premier sénat de l'Université européenne Viadrina refondée,.
Il était scientifique à l'Institut central d'astrophysique de la RDA et rédacteur en chef des Astronomische Nachrichten.
En 1998, il a reçu la médaille Emil-Wiechert de la Société géophysique allemande et le prix Wilhelm-Foerster de l'Urania Potsdam. En 2013, il a reçu la médaille Karl-Schwarzschild de la Société astronomique.